# Variacions Diabelli
Les Variacions Diabelli o les 33 Variacions sobre un vals de Diabelli (33 Veränderungen über einen Walzer von Diabelli) són un recull magistral de variacions per a piano, compostes per Ludwig van Beethoven el 1823 i publicades com a opus 120 amb una dedicatòria a Antonia Brentano. Es tracta de la penúltima obra per a piano de Beethoven, que va ser acollida pel mateix Anton Diabelli com la millor temptativa del gènere des de les grans Variacions Goldberg de Bach, compostes vuitanta anys abans.

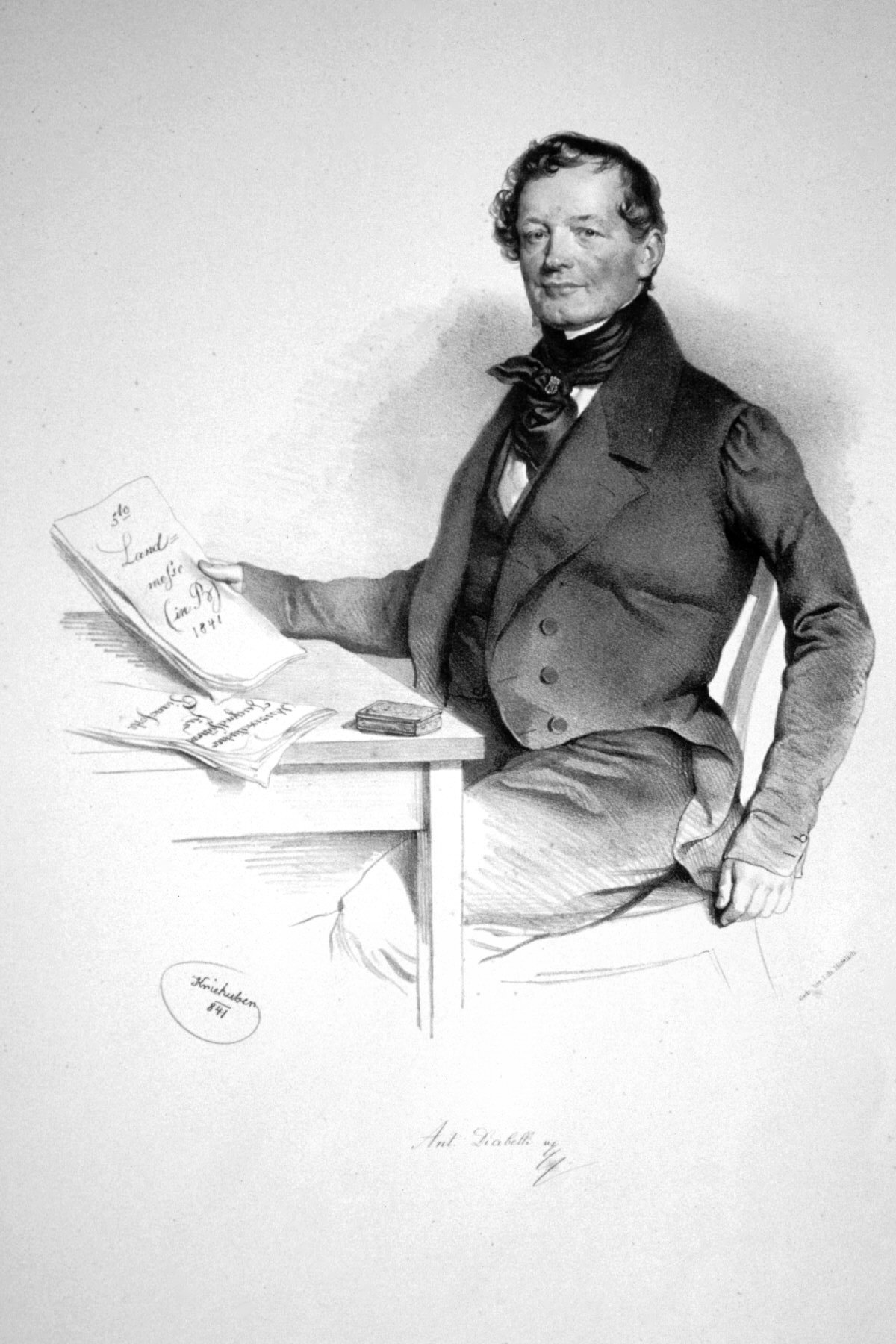
Anton Diabelli

La història d'aquesta obra neix amb una iniciativa de Diabelli. Va organitzar un concurs de composició i va convidar a cinquanta compositors. Ell havia compost un petit vals molt senzill i agradable, i els compositors havien de desenvolupar-ne variacions. Paradoxalment, Beethoven s'havia negat en principi a participar, trobant massa pobre el vals proposat. Però finalment s'hi va posar i el resultat va superar els objectius de l'encàrrec.

## 33 Variacions sobre un vals de Diabelli, de Beethoven (opus 120)
| - Tema: Vivace - Variació 1: Alla marcia maestoso - Variació 2: Poco allegro - Variació 3: L'istesso tempo - Variació 4: Un poco più vivace - Variació 5: Allegro vivace - Variació 6: Allegro ma non troppo e serioso - Variació 7: Un poco più allegro - Variació 8: Poco vivace - Variació 9: Allegro pesante e risoluto - Variació 10: Presto - Variació 11: Allegretto - Variació 12: Un poco più moto - Variació 13: Vivace - Variació 14: Grave e maestoso - Variació 15: Presto scherzando - Variació 16: Allegro |  |  | - Variació 17: Allegro - Variació 18: Poco moderato - Variació 19: Presto - Variació 20: Andante - Variació 21: Allegro con brio – Meno allegro – Tempo primo - Variació 22: Allegro molto, alla ‘Notte e giorno faticar' di Mozart - Variació 23: Allegro assai - Variació 24: Fughetta (Andante) - Variació 25: Allegro - Variació 26: (Piacevole) - Variació 27: Vivace - Variació 28: Allegro - Variació 29: Adagio ma non troppo - Variació 30: Andante, sempre cantabile - Variació 31: Largo, molto espressivo - Variació 32: Fuga: Allegro - Variació 33: Tempo di Menuetto moderato |

## Les variacions dels altres compositors
Aquestes variacions varen ser publicades en un recull, per ordre alfabètic.
| - Variació 1: Ignaz Aßmayer (1790-1862) - Variació 2: Carl Maria von Bocklet (1801-1881) - Variació 3: Leopold Eustache Czapek (v.1700-?) - Variació 4: Carl Czerny (1791-1857) - Variació 5: Joseph Czerny (1785-1842) - Variació 6: Moritz Graf von Dietrichstein (1775-1864) - Variació 7: Joseph Drechsler (1782-1852) - Variació 8: Emmanuel Aloys Förster (1748-1823) - Variació 9: Franz Jakob Freystädtler (1768-1841) - Variació 10: Johann Baptist Gänsbacher (1778-1844) - Variació 11: Josef Gelinek (1758-1825) - Variació 12: Anton Halm (1789-1872) - Variació 13: Joachim Hoffmann (1788-v.1856) - Variació 14: Johann Horzalka (1798-1860) - Variació 15: Joseph Huglmann (1768-1839) - Variació 16: Johann Nepomuk Hummel (1778-1837) - Variació 17: Anselm Hüttenbrenner (1794-1868) - Variació 18: Frederic Kalkbrenner (1785-1849) - Variació 19: Friedrich August Kanne (1778-1833) - Variació 20: Joseph Kerzkowsky (1791-?) - Variació 21: Conradin Kreutzer (1780-1849) - Variació 22: Heinrich Eduard Josef Baron von Lannoy (1787-1853) - Variació 23: Maximilien Joseph Leidesdorf (1787-1840) - Variació 24: Franz Liszt (1811-1886) - Variació 25: Joseph Mayseder (1789-1863) |  |  | - Variació 26: Ignaz Moscheles (1794-1870) - Variació 27: Ignaz Franz Edler von Mosel (1772-1844) - Variació 28: Franz Xaver Wolfgang Mozart (1791-1844) - Variació 29: Joseph Panny (1794-1838) - Variació 30: Hieronymus Payer (1787-1845) - Variació 31: Johann Peter Pixis (1788-1874) - Variació 32: Wenzel Plachy (1785-1858) - Variació 33: Gottfried Rieger (1754-1855) - Variació 34: Philipp Jacob Riotte (1776-1856) - Variació 35: Franz de Paula Roser (1779-1830) - Variació 36: Johann Baptist Schenk (1753-1836) - Variació 37: Franz Schoberlechner (1797-1843) - Variació 38: Franz Schubert (1797-1828) - Variació 39: Simon Sechter (1788-1867) - Variació 40: S.R.D. (Serenissimus Rudolphus Dux / 1788-1831) - Variació 41: Abat Maximilian Stadler (1748-1835) - Variació 42: Josephe de Szálay (1800-1860) - Variació 43: Wenzel Johann Tomaschek (1774-1850) - Variació 44: Michael Umlauf (1781-1842) - Variació 45: Friedrich Dionysius Weber (1766-1842) - Variació 46: Franz Weber (1805-1876) - Variació 47: Charles Angelus de Winkhler (v.1800-1845) - Variació 48: Franz Weiss (1778-1830) - Variació 49: Johann Nepomuk August Wittassek (1770-1839) - Variació 50: Jan Hugo Worzischek (1791-1825) |

## Orientacions discogràfiques
- Artur Schnabel (1937)
- Rudolf Serkin (1957), Sony
- Claudio Arrau (1985), Philips
- Sviatoslav Richter (1986) amb Philips i el 1988 amb Moscow Studio Archives
- Alfred Brendel (1991), (2001 Live in London) Philips (Brendel ja les havia enregistrat el 1964 amb Vox)
- Maurizio Pollini (1998), DG